# Ondřej Beránek (lední hokejista)
Ondřej Beránek (* 21. prosince 1995, Havlíčkův Brod) je český lední hokejista, útočník. Je odchovancem klubu HC Rebel Havlíčkův Brod, za který hrál do svých 16 let. Od roku 2012 přesídlil do Karlových Varů, kde za klub Energie Karlovy Vary odehrál následující dvě sezóny v extralize dorostů a juniorů.

## Hráčská kariéra
V ročníku 2015/16 hostoval převážně v klubu HC Dukla Jihlava, v ročníku následujícím pak v klubu SK Trhači Kadaň. Do kádru HC Energie Karlovy Vary se natrvalo prosadil v sezóně 2017/18, kdy karlovarský klub hrál 1. ligu a pokoušel se, nakonec úspěšně, o návrat mezi hokejovou elitu.
V Extralize odehrál (ke konci sezóny 2023/24) 334 zápasů, v nichž zaznamenal 144 kanadských bodů a vstřelil 84 branek. Ondřej Beránek platí za vynikajícího bruslaře s nepříjemným, až dotěrným, forcheckingem. Díky tomuto stylu hry si vysloužil i účast v reprezentaci ČR.
V národním týmu debutoval v roce 2018. Zúčastnil se Mistrovství světa 2023 a 2024. V zápase proti Norsku v základní skupině MS 2024 (11. května 2024) vstřelil svůj první gól na světových šampionátech. V roce 2024 vyhrál mistrovství světa v Praze a Ostravě.

## Ocenění a úspěchy
- 2018 Postup s týmem HC Energie Karlovy Vary do ČHL
- 2025 ČHL – Nejlepší střelec
- 2025 ČHL – Nejlepší střelec v přesilových hrách
- 2025 ČHL – Nejvíce vstřelených vítězných branek
- 2025 ČHL – Nejtrestanější hráč v playoff

## Prvenství
- Debut v ČHL – 23. března 2014 (Rytíři Kladno proti HC Energie Karlovy Vary)
- První gól v ČHL – 29. ledna 2017 (HC Olomouc proti HC Energie Karlovy Vary, slovenskému brankáři Branislavu Konrádovi)
- První asistence v ČHL – 3. března 2017 (PSG Zlín proti HC Energie Karlovy Vary)
- První hattrick v ČHL – 26. ledna 2020 (PSG Berani Zlín proti HC Energie Karlovy Vary)

## Reprezentace
| Rok                       | Tým                       | Soutěž                    | Z  | G | A | B | TM |
| ------------------------- | ------------------------- | ------------------------- | -- | - | - | - | -- |
| 2023                      | Česko                     | MS                        | 7  | 0 | 1 | 1 | 0  |
| 2024                      | Česko                     | MS                        | 10 | 1 | 0 | 1 | 2  |
| 2025                      | Česko                     | MS                        | 8  | 1 | 3 | 4 | 0  |
| Seniorská kariéra celkově | Seniorská kariéra celkově | Seniorská kariéra celkově | 25 | 2 | 4 | 6 | 2  |